# Wielkoduszność Scypiona
Wielkoduszność Scypiona – obraz holenderskiego malarza Jacoba de Weta starszego, namalowany w latach 1645–1675, znajdujący się w Muzeum Narodowe we Wrocławiu (nr inw. VIII-2623). 

## Opis obrazu
Obraz ukazuje scenę opisaną przez Tytus Liwiusza w Ab urbe condita libri (ks. XXVI), akt miłosierdzia rzymskiego wodza Scypiona Afrykańskiego St., który zwraca narzeczonemu i rodzinie swój "łup wojenny" - piękną dziewczynę z podbitej Nowej Kartaginy. Obraz utrzymany jest w ciemnej, brunatnej tonacji. W kolumnowej sali rozjaśnionej światłem padającym z góry, na podwyższeniu, stoi w złotej tunice i w czerwonym płaszczu Scypion. Za nim stoją żołnierze w zbrojach, dostojnicy w turbanach i poczty sztandarowe. W centrum kompozycji stoi dziewczyna w złotej sukni, do której wódz zwraca się łaskawym gestem oddając ją tym samym klęczącemu obok niej narzeczonemu, przywódcy Alluciusowi odzianemu w ciemnooliwkową tunikę i w niebieski płaszcz. Za parą stoją rodzice dziewczyny: ojciec kłaniający się oraz matka stojąca tyłem do wodza, wskazująca na złożone kosztowności, w które Scypion wyposażył dziewczynę.
Temat wielkoduszności Scypiona ze względu na swoją teatralną oprawę był tematem często wykorzystywanym w nowożytnym malarstwie.

## Atrybucja i proweniencja
Początkowo obraz, który w osiemnastym wieku znajdował się w kolekcji Carla Bacha, profesora wrocławskiej Szkoły Sztuki i radcy dworu pruskiego, był uznawany za dzieło Rembrandta. Pod taką proweniencją znajdował się w katalogu zbiorów Bacha oraz w katalogu wrocławskiego Ständehaus, gdzie znajdował się od 1859 roku. W 1880 roku dzieło zostało przeniesione do Śląskiego Muzeum Sztuk Pięknych (Schlesisches Museum der bildenden Künste) (nr inw. 112); w 1886 roku w katalogu muzeum za autora obrazu uznawano naśladowcę Rembrandta. Dopiero w 1898 roku nadano obrazowi obecną atrybucję. W 1954 roku, historyk Anna Dobrzycka w opracowaniu Gerrit Willemsz. Horst w poznańskich zbiorach błędnie jeszcze przypisywała autorstwo Gerritowi Willemszowi Horstowi. Wcześniejszą atrybucję potwierdziły jednak dwie inne powojenne publikacje: katalog wystawy w Muzeum Narodowym w Warszawie z 1956 roku pt. Rembrandt i jego krąg i opracowanie Adama Chudzikowskiego z 1958 Wystawa Rembrandtowska w Muzeum Narodowym w Warszawie.
Atrybucję de Wetowi nadano po analizie szeregu innych jego dzieł. Podobieństwa wykazano głównie z Bałwochwalstwem Salomona z Muzeum w Lille, gdzie występują identyczne elementy architektoniczne i jej niefunkcjonalność oraz szereg analogii w typach twarzy. Postać dziewczyny występuje w innym obrazie Weta Salomon i królowa Saba.
W 1942 roku obraz został wywieziony do składnicy w Kamieńcu Ząbkowickim, a w 1947 roku przekazany Muzeum Narodowemu w Warszawie (nr inw. 186035). W latach 1947–1954 obraz był wypożyczony do Muzeum Narodowego w Poznaniu, a od 1981 do Muzeum Narodowego we Wrocławiu.